# برق سه‌فاز

میدان مغناطیسی گردان یک موتور الکتریکی سه‌فاز

در مهندسی برق، سیستم‌های قدرت سه‌فاز، دست‌کم سه هادی دارند که حامل جریان‌های متناوبی از (AC) هستند که ۲π/۳ رادیان یا ۱۲۰ درجه، با هم اختلاف فاز دارند.
برق تولیدشده در نیروگاه‌های برق، سه‌فاز است، زیرا با ژنراتورهای سه‌فاز تولید می‌شود.
از مزایای اصلی برق سه‌فاز نسبت به تک‌فاز، این است که برق سه‌فاز توان ثابتی را به‌طور دائمی برای بار الکتریکی (مثلاً یک موتور سه‌فاز) فراهم می‌کند. به عبارت دیگر، ویژگی جالب برق سه‌فاز این است که حتی توانِ لحظه‌ای آن (Instantaneous Power) هم ثابت است (با زمان تغییر نمی‌کند). این برخلاف برق تک‌فاز است، که توان آن با زمان تغییر می‌کند. با توجه به ثابت بودن و ثابت نبودن توان در برق تک فاز و سه فاز به عنوان یک دسته‌بندی جدید علمی و صنعتی موتورهای الکتریکی را می‌توان به دو دسته تقسیم کرد.
1. موتورهای الکتریکی با توان ثابت
2. موتورهای الکتریکی با توان متغیر

## تعاریف اولیه

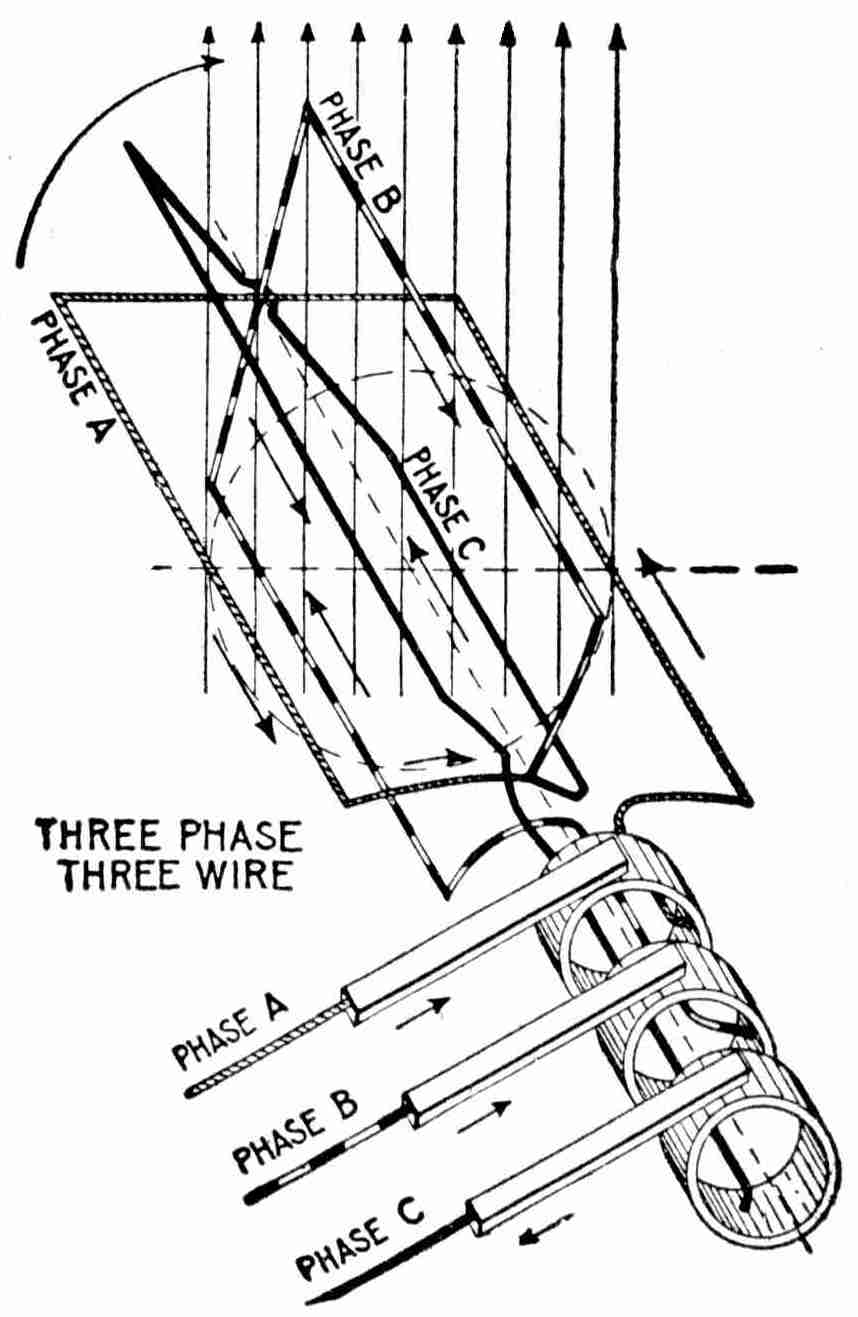
برق سه‌فاز

اگر {\displaystyle x} فاز لحظه‌ای جریان الکتریکی (یا ولتاژ) با فرکانس {\displaystyle f} در زمان {\displaystyle t} باشد:
{\displaystyle x=2\pi ft\,\!}
با استفاده از این، ولتاژ فازها عبارتند از:
{\displaystyle V_{L1}=V_{P}\sin x\,\!}
{\displaystyle V_{L2}=V_{P}\sin \left(x-{\frac {2}{3}}\pi \right)}
{\displaystyle V_{L3}=V_{P}\sin \left(x-{\frac {4}{3}}\pi \right)}
که در آن {\displaystyle V_{P}} ولتاژ پیک (Peak) است و ولتاژها نسبت به زمین اندازه‌گیری می‌شوند.